# Rajagriha
|  | Per a altres significats, vegeu «Muntanyes Rajagriha». |

Rajagriha o Rajgir (pali: Rājagaha) és una ciutat i àrea notificada del districte de Nalanda a Bihar. Al cens del 2001 consta amb una població de 33.691 habitants.
Les ruïnes de la vella ciutat de Rajagriha han estat identificades pel Dr. Buchanan-Hamilton amb Rajagriha, la residència de Buda i capital de l'antiga Magadha, i pel general Cunningham amb Kusanagarapura, visitada pel pelegrí xinès Hiuen Tsiang (que l'anomena Kiu-she-kie-lo-pu-lo). Rajagriha vol dir 'Residència reial' i fou coneguda també com a Giribraja ('la muntanya de l'Entorn'), nom amb el qual fou la capital de Jarasindhu, rei de Magadha. És esmentada al Ramayana i al Mahabharata i la descriuen els peregrins Fa-Hian (Faxian) i Hiuen Tsiang; els cinc turons que rodejaven la ciutat han estat identificats: el primer, Baibhar, són les muntanyes Webhars dels annals palis i aquí hi havia la cova de Sattapanni, on es va fer el primer sínode budista el 543 aC; el segon, Ratnagiri, és anomenat per Fa-Hian 'la cova de la Figuera', on meditava Buda; el tercer Bipula és el Wepullo dels annals palis i el Chaityaka del Mahabharata; els altres dos turons tenen temples jainites.
La moderna ciutat de Rajgir es va construir a 1 km al nord de la ciutat vella. Rajagriha fou construïda per Srenika o Bimbisara, el pare d'Ajata Satru, contemporani de Buda, no gaire després del 560 aC. La ciutat hauria estat a la cantonada nord-oest d'una fortalesa en forma de pentàgon. A la part sud-oest, hi ha restes d'un fort més modern amb muralla de pedra, que hauria estat una mena de ciutadella. A l'est i nord hi havia una forta muralla, i la de l'est era de 6 metres d'ample i acabava a l'extrem en una torre de vigilància. Encara hi ha una torre i restes d'una segona. S'hi han trobat diverses inscripcions.

## Galeria

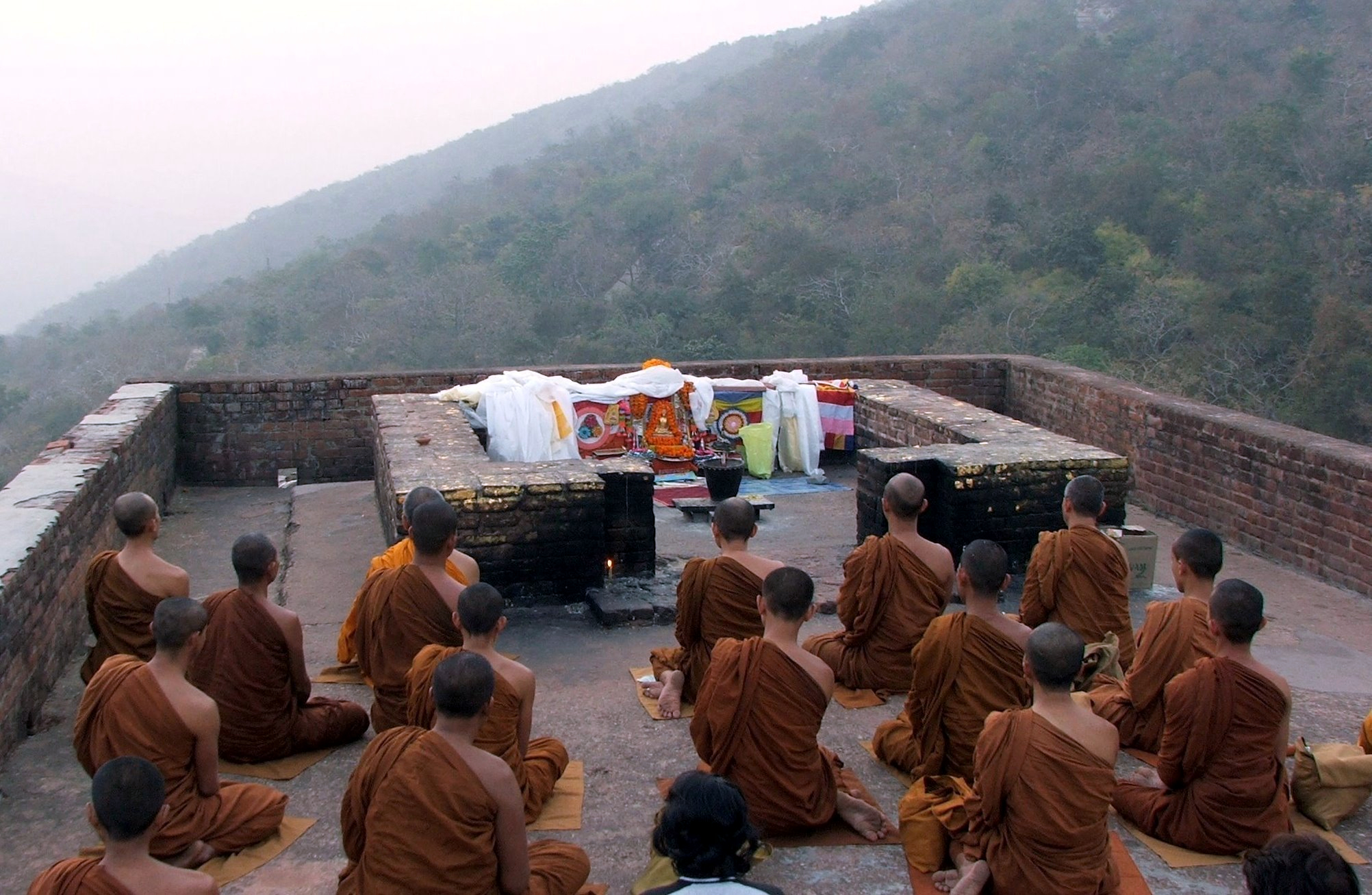
Monjos meditant al pic del Voltor
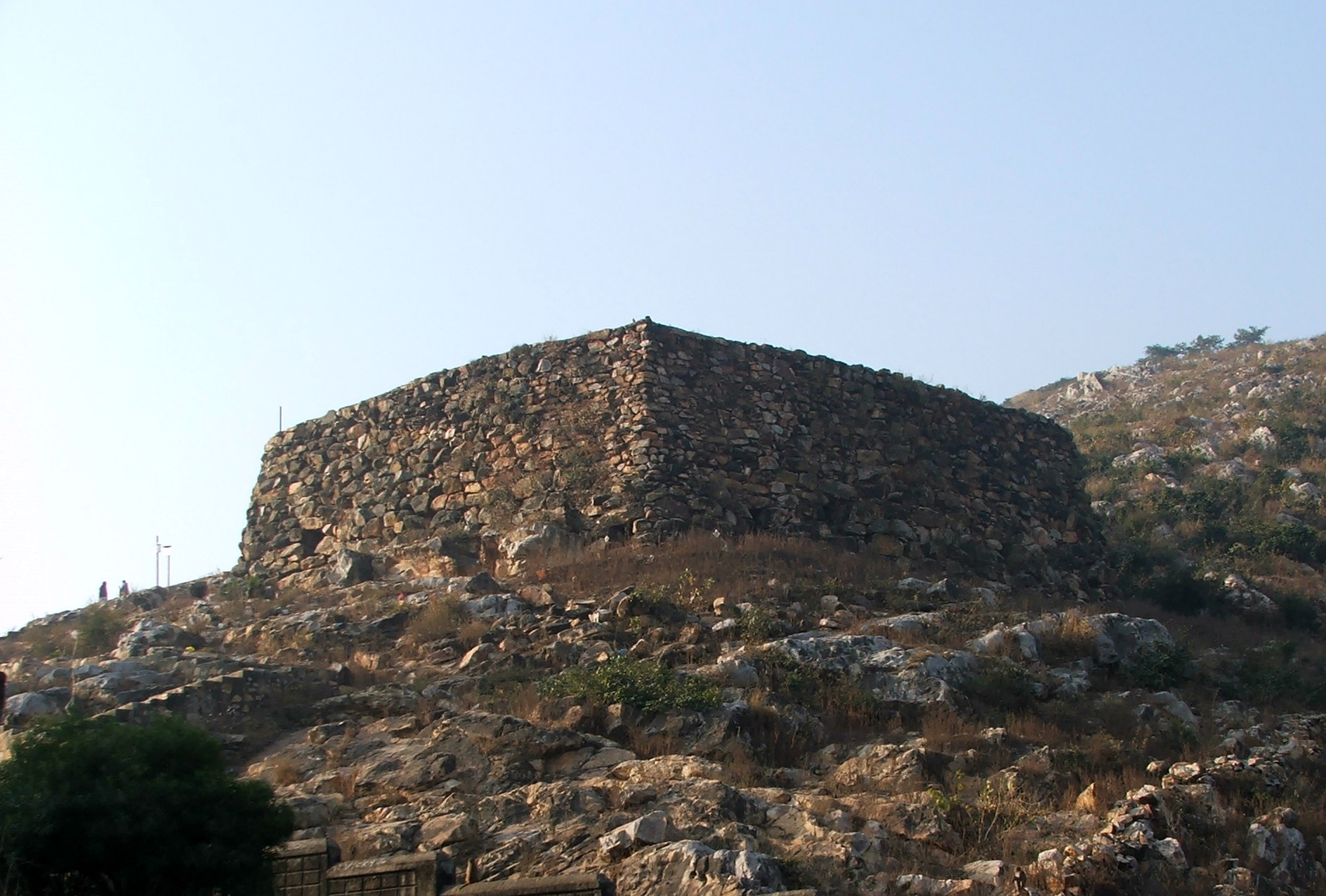
Pipphali Cava
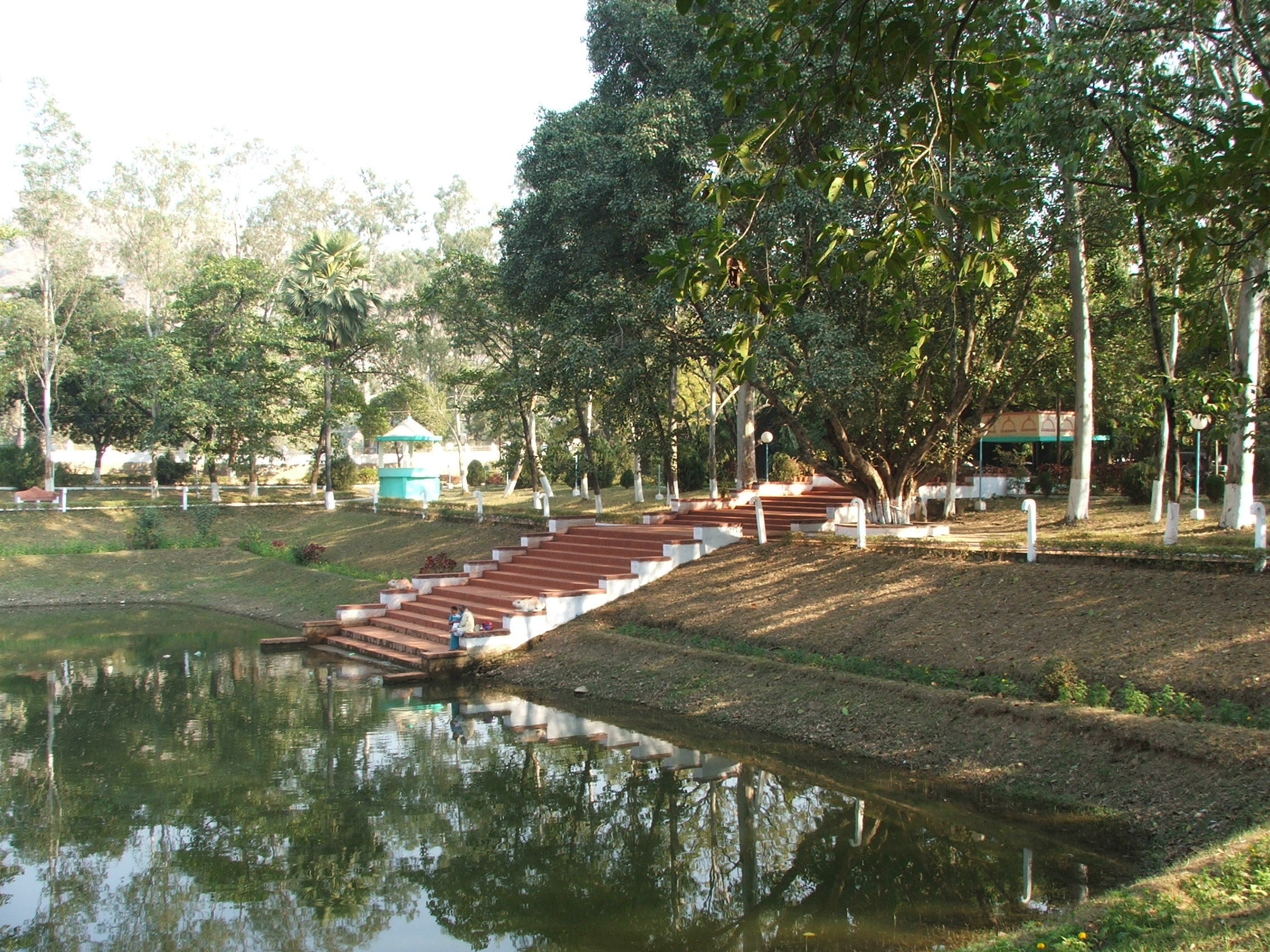
Monestir de Venuvana
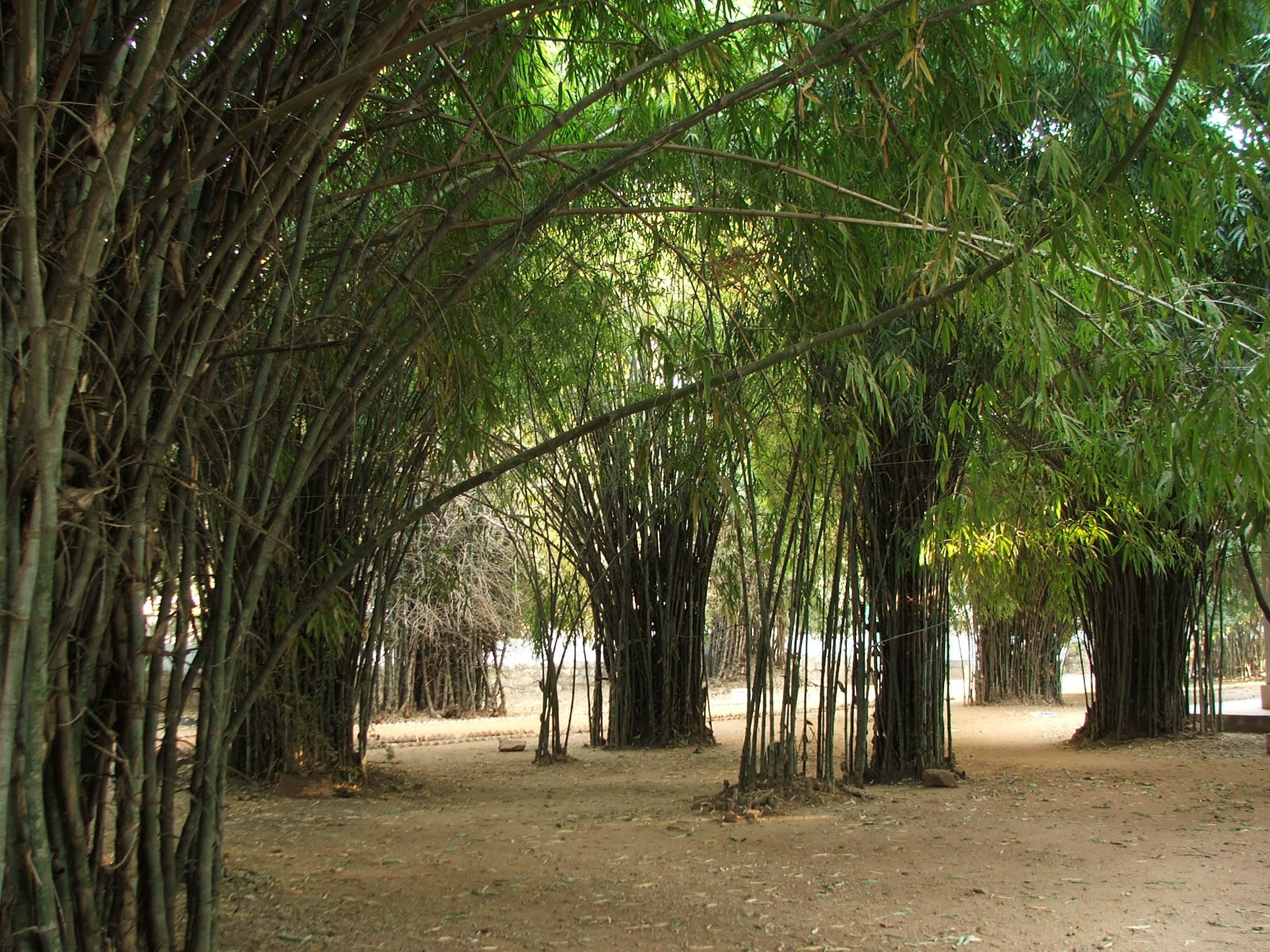
Bambús a Venuvana
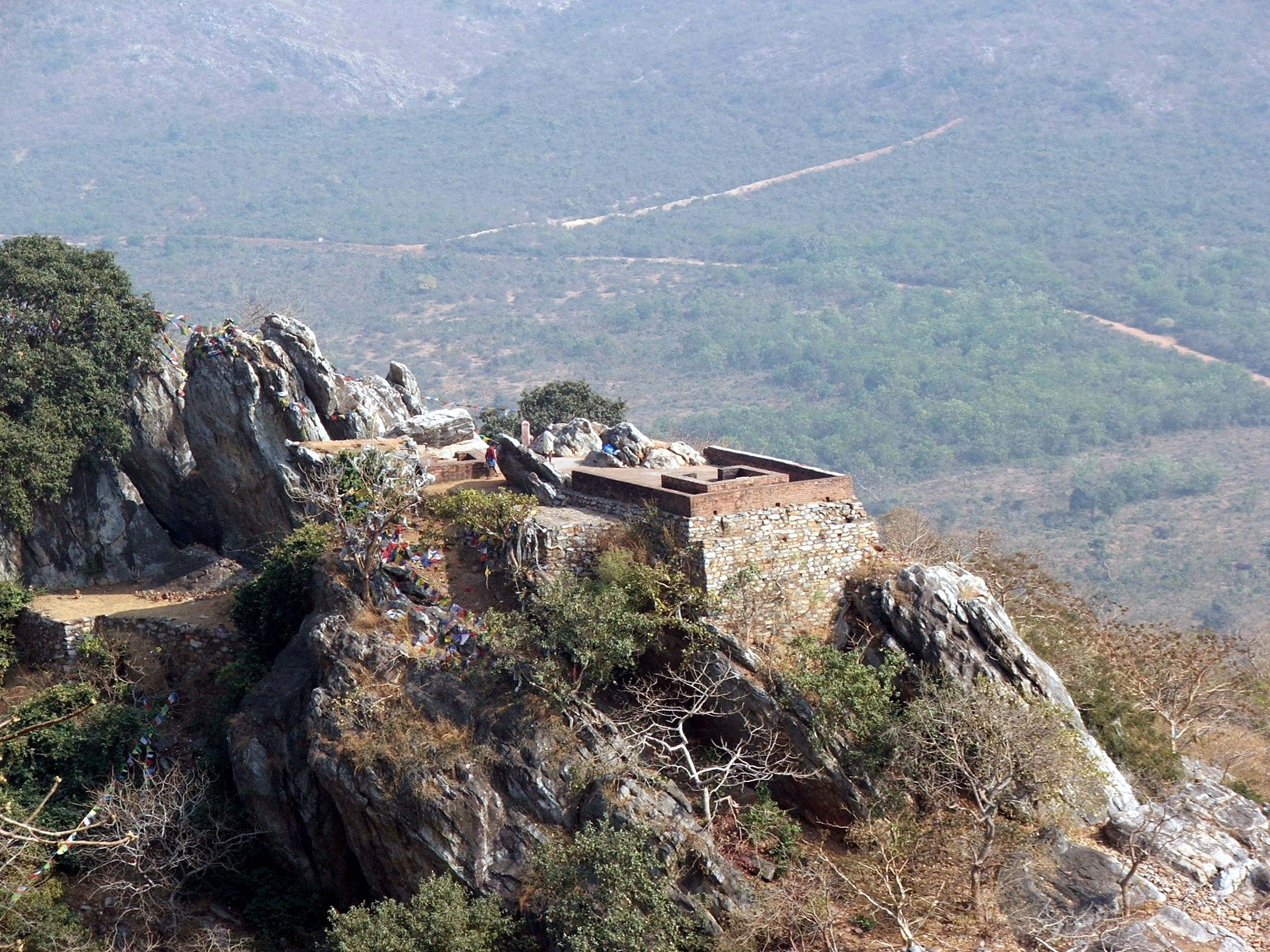
Pic del Voltor
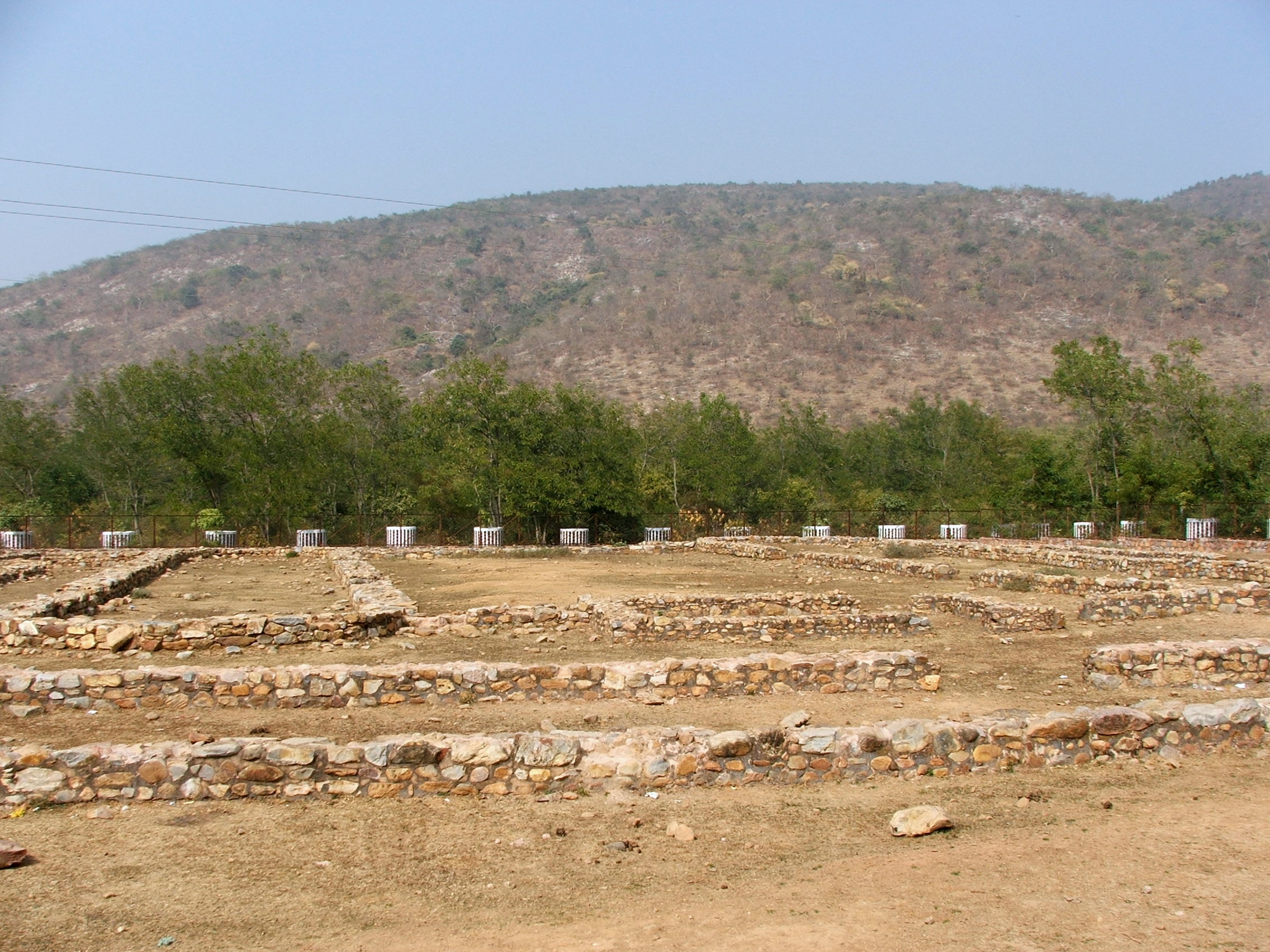
Restes del monestir de Jivakambavana
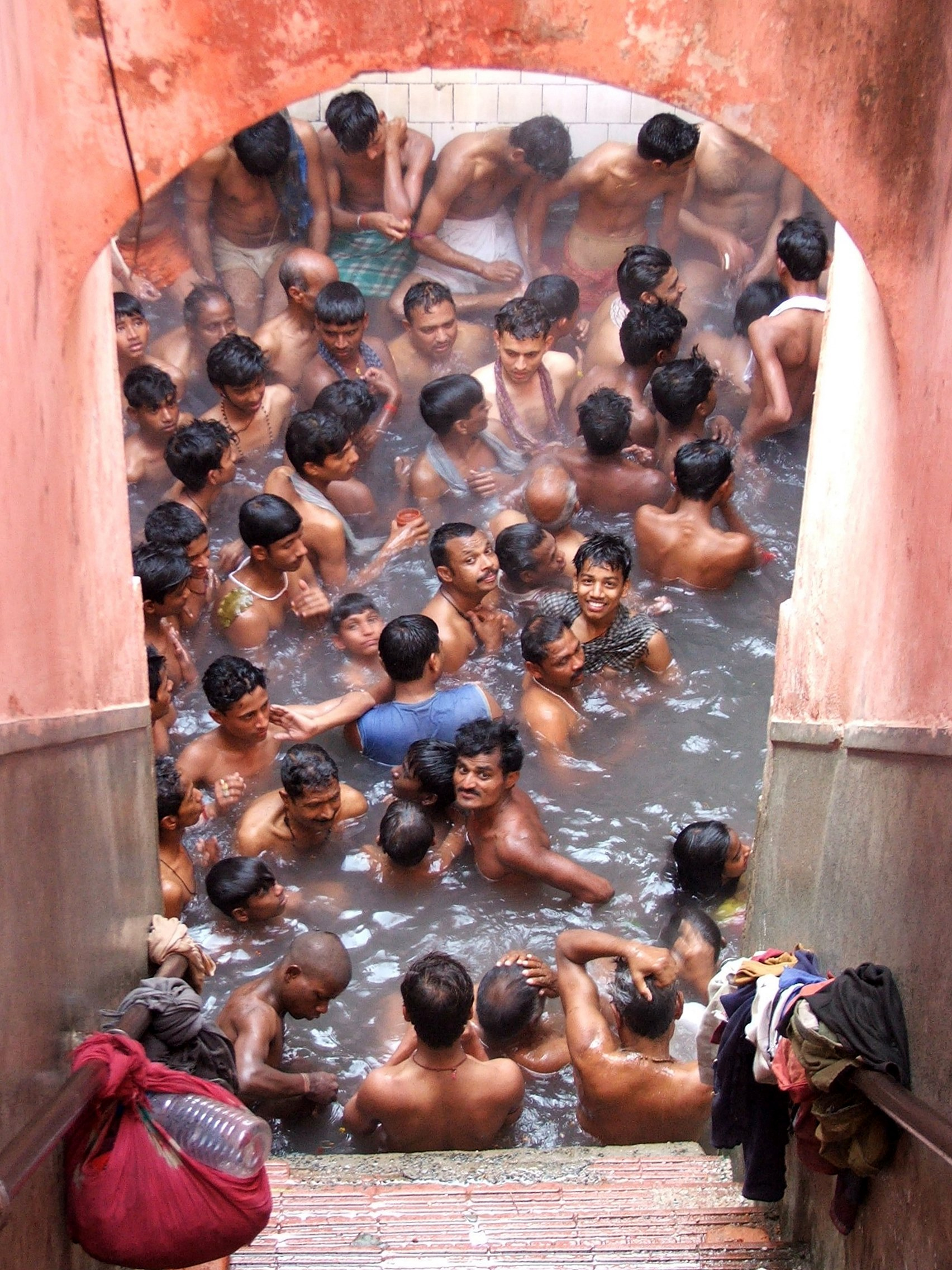
Bany dels hindús al temple de Lakshmi Narayan
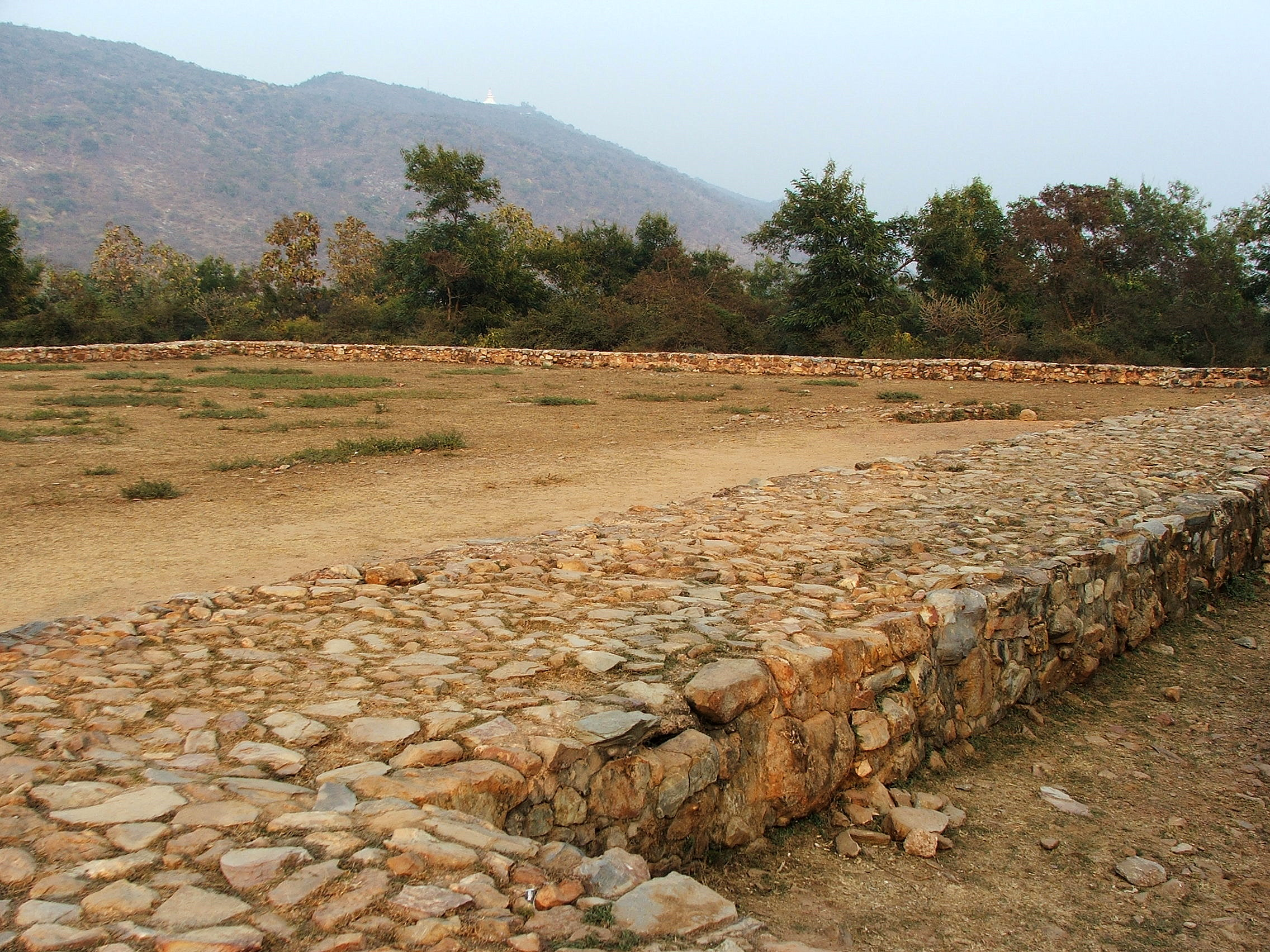
Presó de Bimbisara